# Ex's Hate Me
"Ex's Hate Me" là một bài hát của nam rapper kiêm nhạc sĩ sáng tác bài hát người Việt Nam B Ray hợp tác với nhà sản xuất âm nhạc người Việt Nam Masew và nữ ca sĩ người Việt Nam Amee. B Ray tham gia sáng tác bài hát cùng Grey D, còn Masew và Tri Nguyen thì đảm nhận phần sản xuất. Cảm hứng thực hiện "Ex's Hate Me" bắt nguồn từ đời sống tình cảm của B Ray và mong muốn được hướng đến sự chuyên nghiệp trong nhạc đại chúng của anh. Amee tham gia vào góp giọng sau khi Masew giới thiệu cô cho B Ray.
Great Entertainment phát hành "Ex's Hate Me" lên nền tảng nhạc số vào ngày 14 tháng 2 năm 2019. Trong ca khúc, B Ray rap ca từ trải đời bằng kỹ thuật chơi chữ, còn Amee thì thể hiện các đoạn điệp khúc bằng điệu giọng luyến láy. Lời bài hát của "Ex's Hate Me" là những tâm sự và lời chúc tốt đẹp mà B Ray muốn gửi cho người yêu cũ của anh. Video ca nhạc của "Ex's Hate Me" do Peter Bo đạo diễn ra mắt cùng ngày với bài hát và có sự góp mặt của Phi Ngọc Ánh và Lưu Đông. Cốt truyện kể về hai thái cực đối lập của hai con người thất tình do B Ray và Amee đảm nhận. Họ cùng nhau tham dự và phóng hỏa những người yêu cũ của họ ở cảnh kết.
"Ex's Hate Me" nhận về những phản hồi nhìn chung là tích cực từ các ấn phẩm. Phần lớn các nhà báo khen ngợi màn thể hiện của B Ray–Amee và tán dương phần khí nhạc sôi động của Masew, trong khi một số cây viết thì cảm thấy vì bài hát có nguồn gốc từ underground nên ca từ phóng thoáng cực đoan và có thể độc hại cho người nghe. Cả B Ray lẫn Amee đã từng trình diễn "Ex's Hate Me" tại nhiều chương trình và lễ hội âm nhạc khác nhau. Phần kế tiếp với tên gọi "Ex's Hate Me (Part 2)" được phát hành vào ngày 22 tháng 7 năm 2020 nằm trong album phòng thu đầu tay của Amee Dreamee (2020), cô là giọng ca chính và B Ray là rapper hợp tác.

## Bối cảnh
Từ năm 2013 đến năm 2017, B Ray chủ yếu hoạt động trong cộng đồng rap Việt underground và liên tục phát hành những bản rap diss đến các nghệ sĩ khác, tiêu biểu là với Rhymastic. Anh được đánh giá cao ở vốn từ sử dụng, kỹ thuật rap và những câu punch line sắc sảo trong các sáng tác. Từng thoải mái thể hiện sự ồn ào và hiếu thắng để rồi nhận về nhiều tranh cãi lẫn chỉ trích, B Ray đã nhận ra mọi thứ đều có giới hạn và trở nên kiềm chế. Do vậy, anh quyết định hướng tới sự chuyên nghiệp tỉ mỉ trong công việc sáng tác nhạc rap bằng cách chuyển hoạt động từ underground sang âm nhạc Việt Nam đại chúng.
Thời điểm đó, Masew vừa sản xuất âm nhạc cho nghệ sĩ đại chúng vừa cho underground sau khi nổi danh nhờ "Túy âm". Anh nhận định rằng nghệ sĩ underground không cầu kỳ tập trung và thoải mái phóng thoáng trong công việc hơn. B Ray là một trong những người đầu tiên đem đến niềm yêu thích rap Việt cho Masew. Sau khi nhận được tin nhắn xin phép phối lại các bài hát từ Masew, B Ray quyết định gặp gỡ nam producer và tình cờ quen biết với Đạt G. Họ thành lập một nhóm nhạc ba người nhưng được một thời gian thì tan rã. B Ray trải qua khó khăn trong sự nghiệp và có ý định từ bỏ để trở lại Hoa Kỳ, nhưng anh được Masew và Đạt G khuyên nhủ ở lại Việt Nam. Năm 2018, B Ray phát hành sản phẩm chính thống đầu tiên của anh là "Con trai cưng". Bài hát từng xuất hiện trong bảng xếp hạng Zing MP3 nhiều tuần liền.
Amee trở thành thực tập sinh tại St.319 Entertainment vào năm 2015 và trải qua bốn năm luyện tập thanh nhạc, kỹ năng vũ đạo, phỏng vấn. Nữ ca sĩ từng được giới trẻ biết đến qua hoạt động ca hát với thực hiện vũ đạo chủ yếu trên nền tảng TikTok. Đến cuối năm 2018, Amee từng xuất hiện trong video âm nhạc "Hongkong1" của Nguyễn Trọng Tài, Double X và San Ji và góp giọng trong "Nếu mai chia tay" của nhóm nhạc Monstar. Tuy nhiên, Amee chưa nhận được sự chú ý cao và khán giả đại chúng chỉ nhắc đến cô bằng biệt danh "Em gái Monstar". "Ex's Hate Me" là ca khúc trước khi ra mắt với vai trò nghệ sĩ chính thức (pre-debut) của Amee.
Trong một lần tìm giọng ca nữ cho bài hát mới, Masew đăng tải một trạng thái trên Facebook với sự cần kíp nhằm kêu gọi tìm kiếm ứng cử viên giọng nữ. Anh được nhà quản lý tài năng Aiden Nguyễn từ St.319 giới thiệu cho Amee. Sau khi nghe demo, vì cảm thấy Amee có những đặc điểm phù hợp như giọng hát "dễ thương" đặc trưng, biết hát tiếng Anh, có kinh nghiệm diễn xuất và ngoại hình ưa nhìn theo lời giới thiệu nên B Ray đã lựa chọn cô để hợp tác trong "Ex's Hate Me" mà không cần suy nghĩ. Anh kể rằng, "Đó là cái duyên của tôi và Amee. Tôi nhớ nhận từ 7–8 [giọng hát] nữ cho đoạn hook của 'Ex's Hate Me' nhưng không ưng ý. [...] Masew đã gửi cho quản lý của Amee nghe thử 'Ex's Hate Me'. Sáng hôm sau, Amee gửi ngay cho tôi đoạn [giọng hát]." B Ray tiết lộ rằng mặc dù cùng thực hiện sản phẩm nhưng anh hầu như không gặp được Amee do vướng bận lịch trình cá nhân và các cảnh quay MV của cả hai thì được gấp rút thực hiện riêng lẻ.

## Nhạc và lời
"Ex's Hate Me" là một bài hát thuộc thể loại nhạc điện tử, hip hop và underground pop ballad. Ca khúc do B Ray và Grey D sáng tác phần lời, còn Masew thì đảm nhận phần hòa âm và phối khí. Thay vì đi theo xu hướng mới trong phối khí, Masew vẫn giữ nguyên phong cách future bass và lồng ghép yếu tố dân gian trong âm nhạc Việt Nam vào "Ex's Hate Me", tương tự như "Túy âm" trước đó.
Trong ca khúc, B Ray rap ca từ trải đời bằng kỹ thuật chơi chữ, còn Amee thì thể hiện các đoạn điệp khúc bằng giọng luyến láy. Nội dung chính của "Ex's Hate Me" chủ yếu là những lời mà B Ray muốn "gửi người yêu cũ". Anh không những không trách cứ hay phiền muộn vì chuyện quá khứ mà còn tặng cho cô gái những lời chúc tốt đẹp nhất: "Mong em khác, không đem những vết thương này theo mãi sau / Anh xin lấy lại những câu nói khi cãi nhau / Em cần biết, khi đau lòng thì anh mới buông lời ác / Thật buồn cười, kẻ tổn thương lại muốn tổn thương người khác." Tuy nhiên, ẩn ý trong ca từ chơi chữ là những hàm ý châm biếm người yêu cũ của B Ray.
Phỏng vấn với iHay, B Ray thừa nhận nội dung của "Ex's Hate Me" hoàn toàn có thật và được lấy từ câu chuyện cuộc đời anh sau khi chia tay hai người yêu cũ: "Tôi có hai mối tình, trong đó một người là người vợ cũ đang ở bên nước ngoài và một người bạn gái cũ. Sau khi tôi chia tay bạn gái và không có được kết thúc đẹp, tôi nằm cả đêm suy nghĩ và tự hỏi 'Vì sao tất cả mọi người sau khi chia tay đều chưa bao giờ là chia tay trong êm đẹp được.'" Sau khi phát phần khí nhạc nhận được từ Masew và hồi tưởng lại quá khứ, B Ray đã hình thành ý tưởng đoạn hook "All my ex's hate me / And I hate them back." Đến khi viết hết phân khúc rap, anh mới bổ sung thêm câu cuối cùng cho phần hook, "And it's all because of me".

## Phát hành và đón nhận
Hãng Great Entertainment cho ra mắt "Ex's Hate Me" vào ngày 14 tháng 2 năm 2019 ở định dạng phát trực tuyến và tải kỹ thuật số. Bản rap từng được phát hành ở định dạng phát thanh trên đài Tiếng nói Việt Nam trong chương trình "Ca khúc tuyển chọn". Trong vòng 21 giờ sau khi "Ex's Hate Me" được phát hành, Amee trở thành từ khóa được tìm kiếm nhiều thứ 8 trên Google với hơn 5.000 lượt tìm kiếm. Bài hát lọt vào top 10 ca khúc được nghe nhiều nhất trên NhacCuaTui tính đến ngày 10 tháng 3 năm 2019, và trở thành ca khúc khẳng định tên tuổi của B Ray khi từ underground bước lên âm nhạc đại chúng. Sau khi phát hành được khoảng hai tuần, "Ex's Hate Me" trở thành bài hát được thường xuyên sử dụng trong trào lưu "Dance in Public – Nhảy ở nơi công cộng".
Qua lần hợp tác trong "Ex's Hate Me", B Ray và Amee nhanh chóng thu hút sự quan tâm rộng rãi từ giới mộ điệu. Những người hâm mộ đã thành lập một hội nhóm đẩy thuyền nhờ vào màn hợp tác ăn ý của cả hai trong bài hát và tiếp tục lớn mạnh qua những sản phẩm âm nhạc tiếp theo như "Anh nhà ở đâu thế" và "Đen đá không đường". Một phần nhờ vào sự thành công của "Ex's Hate Me" mà Masew trở thành nhà sản xuất âm nhạc được săn đón rộng rãi và khán giả đặt cho anh biệt danh "phù thủy phối khí".
Minh Hạo từ tạp chí điện tử Tri thức đã gọi "Ex's Hate Me" là một màn kết hợp "giữa giọng ca ngọt ngào, tươi mới của Amee và gọing rap độc đáo của B Ray". Anh khẳng định quá trình sản xuất của "Ex's Hate Me" do Masew phụ trách là một trong những nguyên nhân góp phần đưa bài hát trở nên thịnh hành. Lan Phương thuộc Tri thức cho rằng bài hát "dành cho một nửa thế giới, những người đang cô đơn và đặc biệt hội người yêu cũ khi phải chứng kiến tình cũ tay trong tay với người mới" và gọi "Ex's Hate Me" là bài hát đáng nghe dịp Valentine năm 2019. Trên tờ Thanh Niên, Nhất Thiên bảo rằng "Ex's Hate Me" chủ yếu phản ánh hiện thực đời sống cũng như quá khứ từng trải của B Ray. Anh cảm nhận âm nhạc trong bài hát và khen ngợi nam rapper không quá nặng nề, điềm tĩnh và trưởng thành hơn. Tuấn Phong từ Công an nhân dân nhận định rằng "Ex's Hate Me" là một trong những bài hát có thể thắp lên hy vọng cho một "cuộc lột xác ngoạn mục" của nền âm nhạc Việt Nam.
Trên chuyên trang của Phụ nữ Thủ đô, Phát Lâm bảo rằng "Ex's Hate Me" không chỉ làm minh chứng cho thấy B Ray hoàn toàn "có khả năng viết những câu hát tình tứ và giàu tính kể chuyện hơn là những sản phẩm diss trước đó", mà còn là một ca khúc "bất hủ" về tình yêu mà nhiều khán giả Việt vẫn còn lắng nghe sau 5 năm ra mắt. Sau khi dẫn lời của nhạc sĩ Hứa Kim Tuyền, Tiến Vũ từ Tuổi Trẻ cho rằng thành công của bài hát vẫn chưa bằng những sản phẩm âm nhạc trước do lựa chọn thể loại ballad "an toàn", cùng với những người làm nhạc có nguồn gốc từ cộng đồng underground và chưa được đào tạo bài bản. Nhà báo Thùy Trang từ Người Lao Động bày tỏ lo ngại rằng với những ca khúc underground như "Ex's Hate Me" ngày càng được hoan nghênh, "không ít nghệ sĩ underground đã mượn danh 'chất' để thể hiện tư duy phóng khoáng đến mức ngổ ngáo khó chấp nhận, tự do đến vô phép để tạo nên một thứ âm nhạc không còn độc đáo mà trở nên độc hại cho người nghe." Minh Tú từ Phụ Nữ cho rằng những ca khúc underground như vậy luôn mâu thuẫn về chất lượng và cực đoan về "chuyện yêu–ghét, hay–dở."

## Video âm nhạc

Ngoại trừ cảnh cuối B Ray và Amee cùng hợp tác làm nổ tung căn nhà của những người yêu cũ (hình), gần như toàn bộ video âm nhạc "Ex's Hate Me" được lấy ý tưởng từ "Molly".

Video âm nhạc "Ex's Hate Me" có sự góp mặt của Phi Ngọc Ánh, Lưu Đông, Hiu, Phạm Long, Kendy Nguyễn và Lê Nhã Băng. Công ty Ya Entertainment đứng ra sản xuất, và Peter Bo phụ trách làm đạo diễn cho MV. Phỏng vấn với Billboard Việt Nam, B Ray tiết lộ rằng do quá yêu thích nên anh đã lấy ý tưởng gần như toàn bộ video âm nhạc "Molly" (2015) của rapper người Mỹ Lil Dicky hợp tác với ca sĩ người Mỹ Brendon Urie của Panic! at the Disco, ngoại trừ đoạn kết.
Mở đầu video là hai lời đề từ bằng tiếng Anh của B Ray gửi cho hai người yêu cũ ngoài đời của anh: "To Mai, congratulations on your engagement" và "Dear Van, I wish you nothing but the best, I'm proud of you". Cảnh đầu tiên, B Ray sửa soạn một bộ com lê để chuẩn bị tham dự lễ cưới của người yêu cũ anh. Sau đó, nam rapper vừa ngồi trên xe vừa chơi trò chơi điện tử Mobile Legends: Bang Bang do VNG phát hành. Phi Ngọc Ánh vào vai bạn gái cũ của B Ray trong video âm nhạc. Cô diện váy cưới mang chất liệu ren ở vai, tay áo, có cổ cách điệu, phần ngực xẻ sâu và thân váy tua rua được xếp tầng bậc. Lưu Đông vào vai chồng sắp cưới của cô gái, và cũng là bạn trai cũ của Amee. Trong khi B Ray luôn bày tỏ tâm tư cao thượng và sẵn sàng chúc phúc cho cô gái tại lễ đường, thì Amee bày tỏ sự tức giận và căm hận với bạn trai cũ, cho thấy hai thái cực đối lập của hai người hết yêu. Sau đó họ có một bữa tiệc ăn mừng ở ngoài trời, cả B Ray và Amee đều để mắt đến những người yêu cũ của họ. Trong khi Amee tránh không muốn gặp, B Ray sẵn sàng đến gần và chào hỏi bạn gái cũ và chàng trai. Cảnh tiếp theo, B Ray bắt đầu uống rượu đến quá say và nhớ lại cảnh anh và cô gái chia tay sau khi cãi nhau trong xe hơi. Amee thì nhớ lại cô vui vẻ với người yêu cũ cho đến khi anh ta biến mất không gặp lại. Mắt cô vẫn để ý cách chàng trai kia vui đùa với cô vợ của mình giống như trước kia với nữ ca sĩ. Kết thúc video âm nhạc, Amee và B Ray cùng nhau phóng hoả làm nổ tung căn nhà của những người yêu cũ.
Vào dịp lễ tình nhân Valentine ngày 14 tháng 2 năm 2019, B Ray phát hành video âm nhạc của "Ex's Hate Me" lên nền tảng YouTube trên kênh chính thức của EvB Records. Vừa mới đăng tải, phần bản dịch phụ đề tiếng Việt của video âm nhạc "Ex's Hate Me" bị phá hoại thành nội dung quảng cáo cho trang Facebook cá nhân của một người. Trong 21 giờ đầu tiên, video thu về một triệu lượt xem trên nền tảng. Sau ba ngày đăng tải, video vươn lên dẫn đầu Thịnh hành trên YouTube và duy trì vị trí này nhiều tuần liền. Tổng cộng video đã phá kỷ lục góp mặt trong top Thịnh hành của YouTube 13 tuần liên tiếp. Đến ngày 14 tháng 10, video âm nhạc "Ex's Hate Me" đạt được 100 triệu lượt xem trên YouTube. Cuối năm 2019, video âm nhạc "Ex's Hate Me" được YouTube Rewind 2019 xếp vào danh sách top 10 MV nổi bật trên YouTube Việt Nam. Với 104,3 triệu lượt xem, "Ex's Hate Me" trở thành MV được xem nhiều thứ bảy trong năm 2019.
Ngày 25 tháng 3 năm 2019, B Ray và Amee phát hành video luyện tập vũ đạo cho "Ex's Hate Me" trên kênh YouTube của St.319 Entertainment, và lấy tên là "vũ điệu cắm sừng". Bảo Bảo phụ trách biên đạo cho bộ đôi và video có sự tham gia khiêu vũ từ nhóm Oh Dance. Sơn Bự và Aiden Nguyễn phụ trách ghi hình, riêng Aiden thì biên tập nội dung. Jason Lê là người phụ trách chỉnh sửa màu cho video vũ đạo "Ex's Hate Me".

## Biểu diễn trực tiếp
Từ khi ra mắt, B Ray lẫn Amee đã biểu diễn "Ex's Hate Me" rất nhiều lần tại các liveshow âm nhạc khác nhau. Ngày 29 tháng 3 năm 2019, họ lần đầu biểu diễn bài hát cho V Heartbeat. Đến ngày 4 tháng 4, B Ray lẫn Amee biểu diễn "Ex's Hate Me" và ca khúc ra mắt cùng ngày "Anh nhà ở đâu thế" trong khuôn khổ dự án của Isaac nhằm quảng bá điện thoại Realme 3. Khi đó, B Ray diện vest vàng đậm còn Amee diện váy công chúa màu vàng nhạt. Tại Đại học Cần Thơ ngày 7 tháng 5, Amee biểu diễn "Anh nhà ở đâu thế", "Ex's Hate Me" và "Shine Your Light". Ngày 28 tháng 8, Amee xuất hiện tại sự kiện có NCT Dream và trình diễn đơn ca "Ex's Hate Me" cùng "Đen đá không đường" và "Anh nhà ở đâu thế". Ngày 4 tháng 10 năm 2019, Amee đơn ca "Ex's Hate Me", "Đen đá không đường", "Anh đánh rơi người yêu này" và "Anh nhà ở đâu thế" tại đại nhạc hội Realme tổ chức ở khu A của ký túc xá Đại học Quốc gia Thành phố Hồ Chí Minh trước hơn 40.000 sinh viên.
Ngày 5 tháng 12 năm 2022, trong một buổi họp mặt miễn phí của B Ray dành cho 5.000 người hâm mộ lần đầu tiên với tên gọi "Brayniacs the Reunion", cùng sự hỗ trợ của nhiều nghệ sĩ underground và đại chúng, B Ray trình diễn "Ex's Hate Me" bên cạnh Amee, sau đó là nhiều bài hát như "Đừng đổ lỗi bọn trẻ", "Xin", "Cao ốc 20", "3 lần phải khóc" và "Cho ba". Ngày 29 tháng 4 năm 2023, B Ray biểu diễn ca khúc bên cạnh "Xin đừng nhấc máy" và bản mashup "Badabum" với "Hoàn hảo" cho Dalat Best Dance Crew 2023 trước 20.000 khán giả tại Đà Lạt. B Ray biểu diễn đơn ca "Yêu như trẻ con" và bản mashup "Ex's Hate Me" và "Con trai cưng", trong chuỗi nhạc hội Happy Bee 13 do trường Cao đẳng FPT Polytechnic tổ chức từ ngày 28 tháng 8 đến ngày 10 tháng 9 đi qua bốn thành phố Cần Thơ, Hà Nội, Đà Nẵng và thành phố Hồ Chí Minh. Tại GENfest ngày 7 tháng 11, B Ray thể hiện ca khúc cùng với năm bài hát khác. Ngày 20 tháng 11 năm 2023, B Ray biểu diễn "Con trai cưng", "Ex's Hate Me" và "Xin đừng nhấc máy" cho lễ hội âm nhạc tại Ký túc xá Đại học Quốc gia Thành phố Hồ Chí Minh. Ngày 1 tháng 2 năm 2024, B Ray trình diễn đơn ca bài hát này cho chương trình Xuân yêu thương của trường Trung học phổ thông Trần Khai Nguyên, thành phố Hồ Chí Minh.

## Danh sách bài hát
- Phát trực tuyến, tải kỹ thuật số[21]

1. "Ex's Hate Me" (hợp tác với Amee) – 4:18

- Phát trực tuyến, tải kỹ thuật số (Live from GENfest 23)[60]

1. "Ex's Hate Me" (Live from GENfest 23) – 4:17
2. "Con trai cưng" (Live from GENfest 23) – 2:24
3. "Bản nhạc buồn" (Live from GENfest 23) – 3:52
4. "Anh luôn như vậy" (Live from GENfest 23) – 3:34
5. "Hoàn hảo" (Live from GENfest 23) – 3:59
6. "Xin" (Live from GENfest 23) – 4:43

## Đội ngũ tham gia
Thông tin phần ghi công được lấy từ phần ghi chú video âm nhạc "Ex's Hate Me".
Phần âm nhạc
- Sáng tác: B Ray, Grey D
- Rap: B Ray
- Hát: Amee
- Sản xuất âm nhạc: Masew, Tri Nguyen
- Trưởng phòng Marketing: Phan Viet Tinh
- Điều hành sản xuất: Great Entertainment

Phần video
- Đạo diễn: Peter Bo
- Công ty sản xuất: Ya Entertainment
- Sản xuất: Quynh Anh
- Diễn viên chính: Phi Ngọc Ánh, Lưu Đông, Hiu, Phạm Long, Kendy Nguyễn, Lê Nhã Băng
- Quay phim: Phung Hoang Son
- Điều hành máy quay: Oc Sino
- Lấy nét: Vinh Nguyen
- Thiết kế nghệ thuật: Yuh Sac
- Đồ họa: Boi Lac Gia
- Biên tập: Brian Nguyen
- Hiệu ứng và màu sắc: Moonlight Team
- Trang thiết bị: Young Media
- Thiết kế trường quay: Dang Dao
- Trợ lý đạo diễn: Phu Le
- Tạo mẫu: Kaylee Hwang
- Chụp ảnh: Dai Art
- Trang điểm: Dinh Long, Cherish Nguyen
- Người trang điểm: Xuan Huong

## Phần kế tiếp

### Bối cảnh
Sở hữu hàng loạt bài hát thịnh hành khi mới 19 tuổi, Amee quyết định thực hiện album phòng thu đầu tay sau đúng một năm ra mắt. Cô tập hợp một đội ngũ nhạc sĩ và nhà sản xuất gồm Hứa Kim Tuyền, TDK, Lyly, Grey D, ViruSs, T.R.I và 1HIT để sáng tác Dreamee. Mi Ly từ báo Tuổi Trẻ nhận định đây là đội ngũ "trẻ trung và luôn dám thử những điều mới lạ, tràn ngập tinh thần của thế hệ 10x như chính độ tuổi và phong cách của Amee." Nhạc sĩ Nguyễn Hải Phong phát biểu về bước đi phát hành sau đại dịch COVID-19 của Amee rằng "[Dreamee] khiến tôi nghĩ lại. Tôi dè chừng. Các bạn trẻ bây giờ kinh khủng quá. Thật là một cú sốc." "Ex's Hate Me (Part 2)" là một trong bốn bài hát mới của Amee được đưa vào Dreamee, bên cạnh sáu ca khúc đã từng được phát hành trước đó. Bài hát là phần nối tiếp của "Ex's Hate Me". Trong Dreamee, ca khúc thuộc chủ đề mùa thu với đề tài "nỗi buồn đẹp và nhiều tâm tư sâu lắng của cô gái."

### Nhạc và lời
"Ex's Hate Me (Part 2)" là một ca khúc nhạc trẻ Việt Nam thuộc thể loại acoustic ballad và hip hop. Trong bài hát, Amee thể hiện với vai trò hát chính, còn B Ray là nghệ sĩ khách mời. Hứa Kim Tuyền tham gia sản xuất và viết lời "Ex's Hate Me (Part 2)" cùng với B Ray và Grey D, còn TDK thì phụ trách phần biên khúc và sản xuất âm nhạc. Phần khí nhạc chỉ đơn giản là piano kết hợp với tiếng đàn guitar cùng giọng hát của Amee được thể hiện ở những nốt cao. Lời bài hát được thể hiện ở góc nhìn của nhân vật người yêu cũ. Cô gái hồi đáp chàng trai mà luôn nghĩ mình là nạn nhân và đến cuối cùng sau khi chuyện tình kết thúc, cả hai người đều có lỗi và phải nhận lại tổn thương qua câu hát: "Chúc anh yêu được người tốt hơn / Và sẽ bên anh một quãng đường dài hơn / Đừng vì những tổn thương mà tổn thương một người khác." Nhà phê bình Quang Đức đến từ tạp chí Tri thức cho rằng "Ex's Hate Me (Part 2)" không sử dụng cấu trúc âm nhạc truyền thống, mà sử dụng cấu trúc phân khúc–điệp khúc "phá cách" ở phần mở đầu.

### Phát hành và đón nhận
"Ex's Hate Me (Part 2)" được phát hành lần đầu vào ngày 28 tháng 6 năm 2020 và xuất hiện dưới tên gọi là "All My Exes" ở Dreamee phiên bản vật lý. Một thời gian sau, Amee đăng tải áp phích hé lộ và giới thiệu video lời bài hát cho "Ex's Hate Me (Part 2)". Video lời bài hát của ca khúc được phát hành vào lúc 7 giờ tối ngày 22 tháng 7 năm 2020 theo giờ Việt Nam, trong đó có chứa những hình ảnh hậu trường cho video âm nhạc "Đen đá không đường" chưa được công bố mà Amee và B Ray cùng nhau thực hiện trước đó. Buổi công chiếu trên trang YouTube thu hút 3.000 lượt theo dõi. "Ex's Hate Me (Part 2)" được St.319 phát hành ở định dạng đĩa đơn tải nhạc số và phát trực tuyến vào ngày 24 tháng 7 năm 2020 trên Zing MP3. Bài hát từng được đưa lên đài phát thanh Tiếng nói Việt Nam trong chương trình "Tuyển tập những ca khúc nhạc trẻ hay nhất".
Đến ngày 7 tháng 9 năm 2020, video lời bài hát "Ex's Hate Me (Part 2)" leo thẳng lên top 5 Thịnh hành của YouTube và thu về hơn 14 triệu lượt xem cùng 227.000 lượt thích. Nhà báo Khang Ngọc từ Mực Tím không chỉ tán dương lời ca tâm sự trầm tư và không còn nũng nịu của Amee mà anh còn khen ngợi B Ray vẫn giữ được giọng rap đặc trưng ở "Ex's Hate Me (Part 2)" và góp phần làm "trọn vẹn cho bản nhạc". Lấy ví dụ từ bài hát, Hà Tùng Long từ Dân trí cho rằng rap đang lên ngôi vào năm 2020 và trở thành thể loại âm nhạc chủ đạo ở Việt Nam.

### Danh sách bài hát
- Phát trực tuyến, tải kỹ thuật số[71]

1. "Ex's Hate Me (Part 2)" (hợp tác với B Ray) – 3:36
2. "Ex's Hate Me (Part 2)" (Solo Ver) – 3:36
3. "Ex's Hate Me (Part 2)" (hợp tác với B Ray) (Beat) – 3:36